# バルキューブ
『バルキューブ』(英：Bal Cube)は、メトロが開発しエイブルコーポレーションが発売したパズルゲーム。アーケードゲームとして、1996年7月より稼働。

## 概要

### ゲーム内容
画面内を飛び回る立方体の「バル」を操作してフィールドにあるキューブを消していくゲーム。「ブロック崩し」に近しい内容となっている。画面下部から発射され、上に向かって進むバルを、フィールドの枠かキューブに当てて、キューブを消す。バルはキューブを消していく内に画面下部に向かって戻っていく。画面下部には▼型のタイルが並んでおり、これに「バル」が当たると跳ね返り、再び上へと進む。跳ね返ると同時に、画面内のキューブは下に移動する。最後に当たった▼型のタイルは消え、その部分が穴となる。その穴からバルが落ちるとミスとなる。キューブを消し続ける事により、最大99までレベルが上がり、▼型のタイルが大きくなり難易度が徐々に上がっていく。 高難易度ステージではキューブが大量に出現するが、上手く操作してキューブの隙間を作って上に回りこませるなど、 消す順番によっては難易度を大幅に下げる事が可能となる。

### 『ブロック崩し』と違う点
レバーで左右の移動とボタンでスピードの制御ができる。レバーでバル（ボール）を安全かつ大量にキューブ（ブロック）を消せる場所に誘導する事が可能。

## ルールと操作方法
レバーでバルの操作を行う。ボタンはゲーム開始時のバルの発射とバルのスピードアップに使用する(押し続けることによりスピードアップ、離すともとに戻る)。
消すキューブは、色の着いたキューブと銀色のキューブの2種類がある。色着きのキューブは、1回の接触で消すことができる。銀色のキューブは複数回当てないと消えない。また、色着きのキューブは複数種類有る。同色のキューブを続けて消した方が得点は高くなる。
バルを落とした時、キューブが画面最下段まで到達した時の2つはミスとなり、持ち数(ライフ)が減る。持ち数が0になるとゲームオーバーとなる。

## キューブのレベルアップ
文字の書いてあるキューブを壊すとアイテムが出てきて、バルがアイテムに接触するとレベルアップする。
- A:アロー
  - 一定時間キューブを貫通する。キューブを一度の接触で大量に壊す事も出来る。
- C:チェンジ
  - バルが小さくなる。また、チェンジ中に効果を獲得すると元の大きさに戻る。
  - 小さくなることにより、キューブの隙間を通る事が可能になる。
- O:オプション
  - 一定時間銀色キューブを1回の接触で壊せるようになる。
- P:ポイント
  - 獲得ポイントが増える。連続して効果を獲得すると獲得点数が増える。
- S:スロー
  - バルのスピードが下がる。
- T:ツイン
  - 一定時間オプションが追加される。追加されたものもバルと同様にキューブを消す。
- V:ヴァニッシュ
  - 画面上の全てのキューブを破壊する。
- 1UP:ワンアップ
  - 持ち数(ライフ)が増える。